# Нагорная (Пермский край)
Нагорная — деревня в составе Краснокамского городского округа в Пермском крае России.

## История
В 1869 году в деревне (тогда Лешака) было учтено 6 дворов и 22 жителей. 
Позднее название стало Лешаки, изменённое для благозвучия в 70-х годах. До 2018 года входила в Оверятское городское поселение Краснокамского района. После упразднения обоих муниципальных образований вошла в состав образованного муниципального образования Краснокамского городского округа.

## География
Деревня находится примерно в 2 километрах на восток от города Краснокамск на дороге Краснокамск-Мысы.
Климат
Климат умеренно континентальный. Наиболее тёплым месяцем является июль, средняя месячная температура которого 17,4—18,2 °C, а самым холодным январь со среднемесячной температурой −15,3…−14,7 °C. Продолжительность безморозного периода 110 дней. Снежный покров удерживается 170—180 дней.

## Население
Население деревни составило 5 человек в 2002 году, 3 человека в 2010 году.
Национальный состав
Согласно результатам переписи 2002 года, в национальной структуре населения русские составляли 100 %

## Транспорт
Остановка автобусных маршрутов, идущих через село Мысы.